# 水野秀比古
水野 秀比古（みずの ひでひこ／MIZUNO HIDEHIKO、1968年 - ）は、日本の写真家。
京都市出身。義父である写真家、水野克比古に師事。京都の風景美や歴史文化を表現すべく、神社・仏閣を中心とした作品を発表。京都に内在する多彩な情景や意匠、四季の移ろい、幽玄の様相を撮り続けている。写真集に、「水野流 京都撮影の手引き」（アスキー・メディアワークス）、「DISCOVERING KYOTO IN TEMPLES AND SHRINES 対訳 京都の寺社」（IBCパブリッシング）などがある。電子書籍としてiPad・iPhone向け写真集アプリ「京都四季絵巻」もリリースされている。

## 著作
- 写真集アプリ：『京都四季絵巻』(for iPhone) MIZUNO KATSUHIKO PHOTO STUDIO Co., Ltd. 2011年1月 http://itunes.apple.com/jp/app/id415432343?mt=8
- 写真集アプリ：『京都四季絵巻HD』(for iPad) MIZUNO KATSUHIKO PHOTO STUDIO Co., Ltd. 2011年1月 http://itunes.apple.com/jp/app/id415428514?mt=8
- 写真集：水野秀比古 著、 水野克比古 監修「水野流 京都撮影の手引き」（アスキー・メディアワークス）2009年10月 ISBN 978-4-04-868228-2

### 共著
- ムック：「キヤノン EOS 5Ds & 5Ds R 完全ガイド」（インプレス）2015年7月 ISBN 978-4-8443-3868-0
- 単行本：「イラストでよくわかる 写真家65人のレンズテクニック」（インプレス）2015年4月 ISBN 978-4-8443-3796-6
- 写真集：「DISCOVERING KYOTO IN TEMPLES AND SHRINES 対訳 京都の寺社」（IBCパブリッシング）2014年10月 ISBN 978-4-7946-0307-4
- 写真集：「桜 SAKURA The Japanese Soul Flower」（IBCパブリッシング）2014年2月 ISBN 978-4-7946-0262-6
- 写真集：「厳選 日本の紅葉」（学研パブリッシング）2013年10月 ISBN 978-4-05-405839-2
- 写真集：「日本人のこころ」（IBCパブリッシング）2012年3月 ISBN 978-4-7946-0135-3
- 写真集：「京桜 - Cherry Blossoms of Kyoto: A Seasonal Portfolio」（講談社インターナショナル） 2009年3月 ISBN 978-4-7700-3094-8
- 写真集：「京紅葉 - Autumn Colors of Kyoto: A Seasonal Portfolio」（講談社インターナショナル） 2008年10月 ISBN 978-4-7700-3093-1
- 「京のおみやげ帖」（ユーキャン）2008年3月
- 写真集：「保田與重郎のくらし 京都・身余堂の四季」（新学社）2007年12月 ISBN 978-4-7868-0162-4

## Works example
- キヤノンフォトサークルウェブにて「祭」のジャンルマスター就任 2009年10月 - 2010年4月
- 「京町家の再生」（京都市景観・まちづくりセンター／編、光村推古書院） 2009年6月 ISBN 978-4-8381-0407-9
- 「OLYMPUS E‐3マイスターブック」（インプレス） 2008年3月 ISBN 978-4-8443-2534-5

## 連載例
- 月刊誌『デジタルカメラマガジン』（インプレス）にて「Canon User's Room」を連載（2010年12月号 - ）
- 月刊誌『デジタルカメラマガジン』（インプレス）にて「EOS 5D MarkII で撮る初夏の京都」を集中連載（2009年6月号 - 2009年7月号）
- 月刊誌『池坊 華道』（日本華道社）にて「季（とき）のプリズム」を連載（2008年1月号 - 2010年12月号）
- 月刊誌『デジタルカメラマガジン』（インプレス）にて「京都写訪」を巻頭連載（2008年9月号 - 2009年4月号）